# Sabó

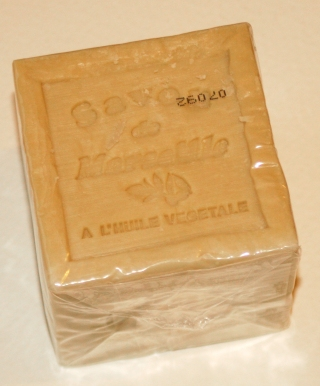
Sabó de Marsella

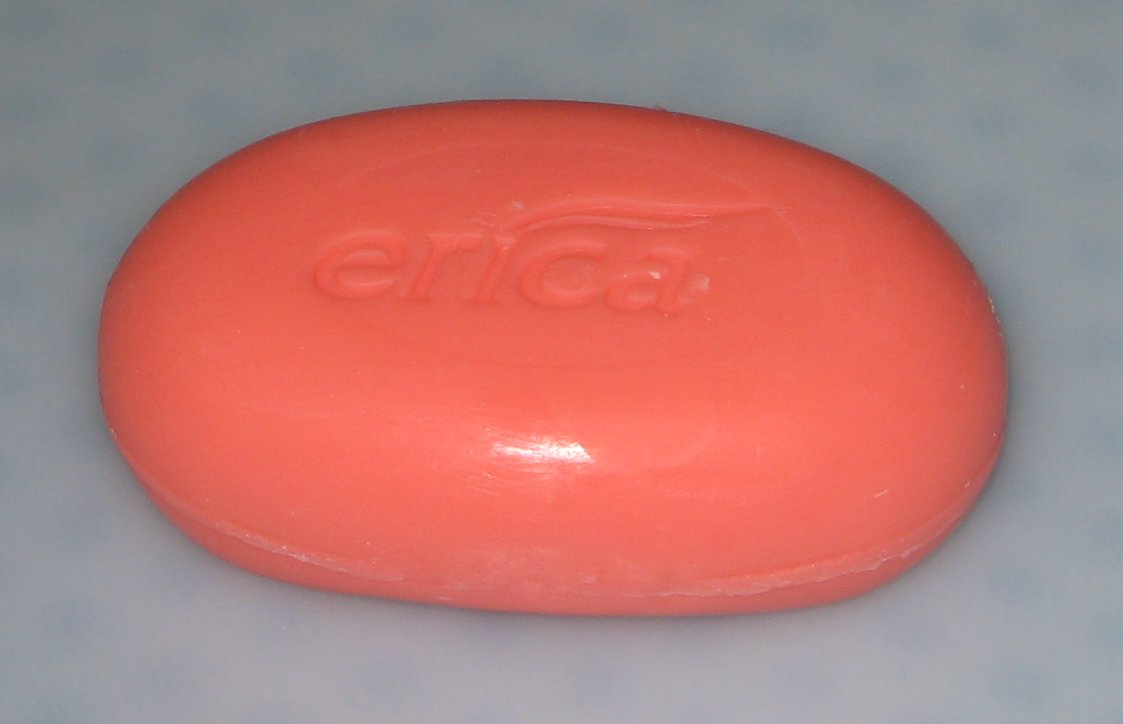
Sabó de tocador o sabonet

El sabó és un producte o substància que s'utilitza per a la higiene personal i per a netejar o rentar determinats objectes. Actualment, a més, també és emprat per a decorar la cambra de bany. Es pot trobar en pastilla, com a pols o com a crema. En sentit estricte, tècnicament existeix una gran diferència entre el que és un sabó, un detergent i un xampú.
A la capa de glòbuls d'aire (o espuma) que fa el sabó quan es barreja amb aigua s'anomena sabonera.
El sabó de llosa és un sabó blanc, molt dur, molt poc soluble.

## Història

### Origen del sabó
El naixement del primer sabó es perd en l'antiguitat. Aquest article de neteja existeix des de fa molt de temps. Els sumeris, (3000 aC) ja fabricaven el sabó; bullien diverses bases juntes i utilitzaven el seu residu per a rentar-se.
Els antics egipcis ja utilitzaven un producte sabonós que consistia en una mescla d'aigua, oli i ceres d'origen vegetal o animal, fórmula que fou utilitzada també pels grecs i pels romans. Aquests últims conegueren una altra forma de sabó particularment per transmissió dels gals. Plini el Vell, historiador romà, menciona un ungüent de cendra de faig i greix de cabra que els gals utilitzaven com a untura per als cabells.

### Imperi romà
A les excavacions de la ciutat de Pompeia, s'ha descobert una fàbrica de sabó que data de més de 1.900 anys. Galè menciona el sabó usat específicament per a la neteja al segle ii. La paraula sapo, llatí per a sabó, probablement es va prendre prestada d'una llengua germànica primerenca i és cognat amb sebum llatí, "sèu". Apareix per primera vegada en el relat de Plini el Vell, Historia Naturalis, que tracta sobre la fabricació de sabó a partir de sèu i cendres. Allí esmenta el seu ús en el tractament de llagues escrofuloses, així com entre els gals com a tint per envermellir el cabell que els homes a Germània eren més propensos a fer-lo servir que les dones. Els romans van evitar rentar-se amb sabons forts abans de trobar-se amb els sabons més suaus que feien servir els gals al voltant del 58 aC. Areteu de Capadòcia, escrivint en el segle ii, observa entre els "celtes, que són homes anomenats gals, aquestes substàncies alcalines que es converteixen en boles […] anomenada sabó". El mètode preferit dels romans per netejar el cos era fer massatges a la pell amb oli i després raspar tant l'oli com la brutícia amb un estrígil. El disseny estàndard és una fulla corba amb un mànec, tot el qual està fet de metall.
El metge del segle ii Galè descriu la fabricació de sabó amb lleixiu i prescriu el rentat per eliminar les impureses del cos i la roba. L'ús de sabó per a la neteja personal es va fer cada cop més comú en aquest període. Segons Galè, els millors sabons eren germànics i els sabons gals eren els segons millors. Zòsim de Panòpolis, al voltant de l'any 300 dC., descriu el sabó i la seva fabricació.

### Antiga Xina
Un detergent similar al sabó es fabricava a l'antiga Xina a partir de les llavors de Gleditsia sinensis. Un altre detergent tradicional és una barreja de pàncrees de porc i cendra vegetal anomenada zhuyizi (xinès tradicional: 豬胰子, xinès simplificat: 猪胰子, pinyin: zhūyízǐ). El veritable sabó, fet de greix animal, no va aparèixer a la Xina fins a l'era moderna. Els detergents similars al sabó no eren tan populars com els ungüents i les cremes.

### Edat d'Or de l'islam
El sabó de tocador dur amb una olor agradable es va produir a l'Orient Mitjà durant l'Edat d'Or de l'islam, quan la fabricació de sabó es va convertir en una indústria establerta. Ar-Razí (c. 865-925) descriu receptes per fer sabó, que també va donar una recepta per produir glicerina a partir d'oli d'oliva. A l'Orient Mitjà, el sabó es produïa a partir de la interacció d'olis grassos i greixos amb àlcali. A Síria, el sabó es produïa utilitzant oli d'oliva juntament amb àlcali i cal. El sabó s'exportava des de Síria a altres parts del món musulmà i Europa.
Un document del segle xii descriu el procés de producció de sabó. Esmenta l'ingredient clau, l'àlcali, que més tard es va tornar crucial per a la química moderna, derivat de l'al-qaly o "cendres".
En el segle xiii, la fabricació de sabó a l'Orient Mitjà s'havia convertit en una important indústria artesanal, amb fonts a Nablús, Fes, Damasc i Alep.

### Europa medieval
Al segle vii, ja es coneixia a quasi tot el sud d'Europa. En aquesta època, n'existia una potent indústria a Espanya i a Itàlia. Fou precisament a la ciutat italiana de Savona on es va començar a elaborar un sabó d'oli d'oliva que també feien els musulmans. A l'edat mitjana, el sabó ja era un article d'ús general.
El capitular carolingi De Villis, que data de l'any 800 aproximadament i que representa el testament real de Carlemany, esmenta el sabó com un dels productes que han de comptar els administradors de les propietats reals. Les terres de l'Espanya medieval eren un important fabricant de sabó cap a l'any 800, i la fabricació de sabó va començar al Regne d'Anglaterra al voltant de l'any 1200. La fabricació de sabó s'esmenta tant com a "treball de dones" com a producte de "bons treballadors" juntament amb altres necessitats, com els productes de fusters, ferrers i forners.
A Europa, el sabó del segle ix es produïa a partir de greixos animals i tenia una olor desagradable. Això va canviar quan es va començar a utilitzar oli d'oliva a les fórmules de sabó, i gran part de la producció de sabó d'Europa es va traslladar a les regions olivareres del Mediterrani. Els àrabs van introduir el sabó de tocador dur a Europa i gradualment es va estendre com un article de luxe. Sovint estava perfumat. En el segle xv, la fabricació de sabó a la cristiandat s'havia industrialitzat pràcticament, amb fonts a Anvers, Castella, Marsella, Nàpols i Venècia.
A Mallorca, el segle xv els saboners conformaven un col·legi professional de certa entitat, amb ordinacions conegudes de 1493. Sobtadament, però, gran nombre de saboneries tancaren en molt pocs anys, i el 1512 ja només eren quatre, de manera no hi ha pus notícies del col·legi, que degué desaparèixer per manca de menestrals. La fabricació de sabó no va desaparèixer, atès que n'hi ha notícies al llarg de tots els segles, però no esdevendria una indústria important fins a la dècada de 1830.

### Edat contemporània i actual
Al segle xv, apareix el sabó de Marsella, el precursor dels sabons actuals, preparat amb una mescla d'ossos (rics en potassi) i greixos vegetals. La indústria sabonera florí a les ciutats costaneres del Mediterrani, afavorides per l'abundant presència d'oli d'oliva i de sosa càustica natural.
Durant la Segona Guerra Mundial, els americans desenvoluparen un tipus de sabó que podia utilitzar-se amb aigua de mar, pensant en els marines destinats al Pacífic: així, nasqué el sabó dermatològic, el menys agressiu de tots els sabons per a la pell.

## Composició
El sabó, generalment, és el resultat de la reacció química entre un àlcali (generalment, hidròxid de sodi o de potassi) i algun greix; aquesta reacció es denomina saponificació. El greix pot provenir, per exemple, de la mantega de porc o l'oli de coco. El sabó és soluble en aigua i, per les seues propietats detergents, serveix comunament per a rentar o netejar.
A l'hora de l'elaboració domèstica, és prou més còmode i segur limitar-nos a refondre un sabó a base de glicerina de coco, i el decorem i adornem al nostre gust.
En sentit estricte, no elaborem sabó, solament s'està modelant mitjançant un fos i modelat un sabó prèviament elaborat.
Tradicionalment, és un material sòlid, cosa que fa un contrast entre aquests, encara que també és habitual veure'l en forma líquida o en pols. En realitat, la forma sòlida és el compost "sec". La forma líquida és el sabó dissolt en aigua, en aquest cas la seua consistència pot ser molt viscosa o molt fluida.

## Mètodes d'obtenció del sabó
Encara que, en essència, el procés siga industrial o artesà, consta de tres fases: 
1. saponificació
2. sagnia
3. modelatge

### Saponificació
Es bull el greix en grans calderes, s'hi afegeix lentament sosa càustica (NaOH) i s'agita contínuament la mescla fins que comença a posar-se pastosa.
La reacció que ha tingut lloc rep el nom de saponificació i els productes en són el sabó la glicerina:
greix + sosa → sabó + glicerina

### Sagnat
El sabó obtingut es diposita a la superfície en forma de grànuls. Perquè qualli completament se li afegeix sal (NaCl). Aquesta operació rep el nom de sagnat o salat i s'aconsegueix la separació total del sabó que flota sobre la dissolució de glicerina, de sosa que no ha reaccionat i d'aigua.
Després de fet el sagnat, el sabó calent es traspassa a un altre recipient per a afegir-hi perfums, colorants, productes medicinals o altres additius. Encara calent, es transfereix a motllos, on es refreda i d'on s'extreu per a tallar-lo en peces.
El sabó líquid està constituït principalment per oleat de potassi, preparat per la saponificació de l'àcid oleic amb hidròxid de potassi.

## Mètodes de fabricació

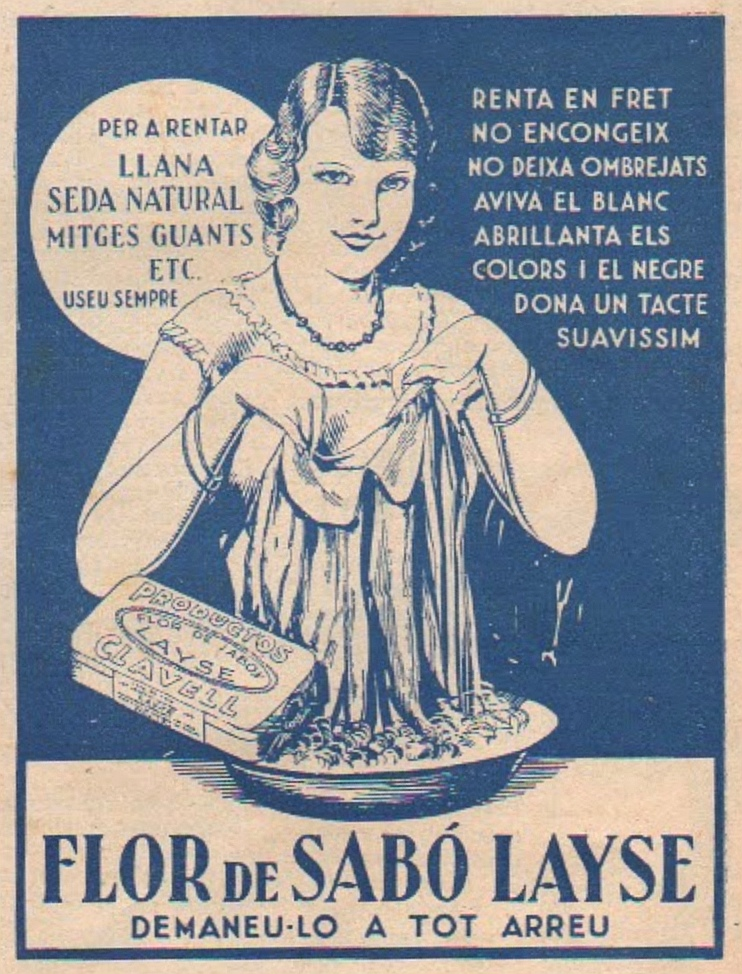
Anunci de sabó dels anys 1930

Actualment, hi ha dos mètodes d'obtenció del sabó, ambdós basats en la saponificació.

### Primer mètode
En el primer mètode, es produeix la saponificació directament sobre el greix. Es fa reaccionar l'àlcali amb el greix i se n'obté sabó i glicerina. Té l'inconvenient que és més difícil la separació de la glicerina i el sabó.

### Segon mètode
En aquest mètode, primer es produeix la ruptura química del greix, i s'obté la glicerina i els àcids grassos; aquests se separen fàcilment. Després, es produeix la sal de l'àcid gras i la base. Tradicionalment, abans de la producció industrial del sabó, els particulars aconseguien la reacció de saponificació barrejant oli i hidròxid de sodi.

### Variants
També es té el costum d'agregar-li colorants i perfum (a pesar de les queixes d'alguns usuaris), càrregues (per abaratir el preu), glicerina, etc.

### Farmacèutica
En farmàcia, es pot usar amoníac o altres bases, o un òxid metàl·lic, sobre olis, greixos o resines, i es mescla a vegades amb altres substàncies que no produeixen saponificació.

### Fabricació industrial
Les matèries primeres es barregen amb aigua fins que formen una pasta. Després es fa l'atomització, que consisteix a transformar la pasta en pols: la pasta passa per un tub a pressió i entra en una gran torre, on es ruixa amb aire calent a contracorrent. El flux d'aire ajuda a evaporar l'aigua de la pasta i es forma la pols, de major o menor gruix segons la pressió amb la qual ha sortit del tub i el diàmetre dels orificis del ruixador. Alguns dels ingredients, que no poden resistir la temperatura de l'aire calent o la humitat, s'afegeixen a la pols obtinguda després de l'atomització. A continuació, la pols es mescla en un tambor giratori. Finalment, passa per un sedàs que separa les partícules massa fines o gruixudes, això produeix un contrast en els diferents tipus de sabons que podem trobar en el mercat.
Les fàbriques han d'estar ben equipades amb aspiradors, perquè la pols pot provocar problemes al·lèrgics o asma als treballadors. S'ha de ser curós, sobretot en les parts del procés de fabricació en què es manipulen els enzims, ja que aquests són especialment perillosos per al sistema respiratori.

## Acció detergent del sabó
Els sabons apliquen la seua acció netejadora sobre els greixos mitjançant l'aigua, a causa de l'estructura de les seues molècules. Aquestes porten una part liposoluble i una altra d'hidrosoluble. El component liposoluble fa que el sabó mulle el greix i el dissolga, i el component hidrosoluble fa que el sabó es dissolga al seu torn a l'aigua. Les taques de greix no es poden eliminar només amb aigua, perquè no s'hi dissolen. El sabó, això no obstant, que és soluble a totes dues, permet que el greix passe a la dissolució i que desaparega la taca.